# Рябок сенегальський
Рябок сенегальський (Pterocles senegallus) — вид птахів родини рябкових (Pteroclidae).

## Поширення
Вид поширений в Північній Африці та на Близькому Сході. Ареал простягується від Марокко та Мавританії на схід до Сомалі та Західної Індії. Живе у спекотних, переважно, кам'янистих пустелях та саванах з невеликою кількістю опадів.

## Опис
Птах середнього розміру, завдовжки 30-35 см. Розмах крил 53-65 см. Вага 250—340 г.